# Puebla (település)
Puebla Mexikó azonos nevű szövetségi államának fővárosa, teljes nevén Heroica Puebla de Zaragoza. A szűken vett Puebla település lakossága 1 434 062 fő, de a Tlaxcala államba is átnyúló pueblai agglomeráció 2,6 millió körüli lakóval rendelkezik (2010-es adat). A város hosszú neve Ignacio Zaragoza tábornok, a mexikóiak francia intervenciós csapatok fölötti 1862-es győzelmének vezére előtt tiszteleg. A település ismert ezen kívül még Puebla de los Ángeles néven is, a spanyol uralom idején ugyanis ez volt a város neve. A nyomtatott sajtóban máig találkozhatunk az ebből a névből származó Angelópolis megnevezéssel (melléknévként: angelopolitano). A puebla-tlaxcalai agglomeráció népességét tekintve az ország negyedik legnagyobbika Mexikóváros, Guadalajara és Monterrey hasonló agglomerációi mögött. A város híres szépségéről, a régi és az új Mexikó ideális olvasztótégelye: a Talavera-kerámia gyárépületei, modern ipar és a négyszáz éves épületek a spanyol uralom idejéből szintúgy megtalálhatóak.

## Földrajz

### Elhelyezkedés

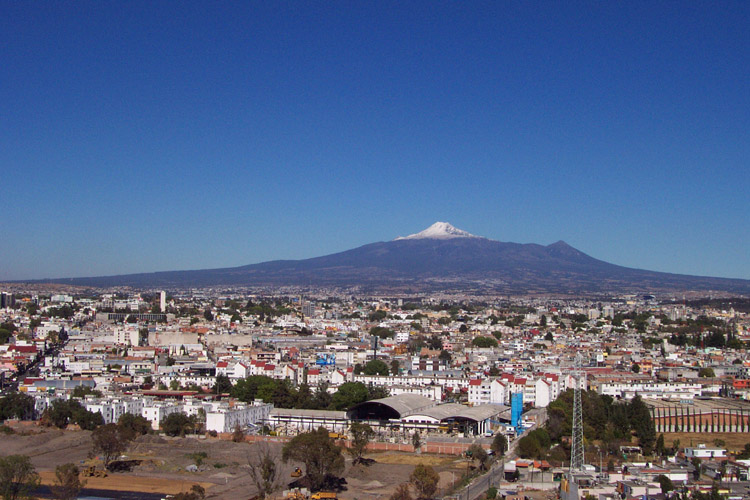
A város látképe háttérben a Malinche vulkánnal

Puebla nagy része egy vulkánokkal körbevett viszonylag sík medencében terül el körülbelül 2100-2300 méteres tengerszint feletti magasságban. Mintegy 40 km-re nyugatra emelkedik a Popocatépetl és az Iztaccíhuatl, keletre a Malinche vulkáni kúpja.

### Éghajlat
A városban a hőmérséklet egész évben viszonylag kis tartományban mozog: a téli hónapok átlaghőmérséklete 14 °C körüli, a nyáriaké 20 °C körüli, így az éves átlag 17 °C. A csapadék eloszlása viszont sokkal egyenetlenebb: a téli hónapokban alig hull eső (vagy hó), nyáron viszont annál több: júniustól szeptemberig esik az éves csapadék (átlagban 940 mm) 90%-a.
| Hónap                                   | Jan. | Feb. | Már. | Ápr. | Máj. | Jún. | Júl. | Aug. | Szep. | Okt. | Nov. | Dec. | Év   |
| --------------------------------------- | ---- | ---- | ---- | ---- | ---- | ---- | ---- | ---- | ----- | ---- | ---- | ---- | ---- |
| Rekord max. hőmérséklet (°C)            | 29,5 | 30,0 | 35,0 | 36,0 | 34,2 | 33,5 | 32,5 | 32,0 | 31,0  | 31,0 | 30,0 | 29,0 | 36,0 |
| Átlagos max. hőmérséklet (°C)           | 23,0 | 23,8 | 25,8 | 27,1 | 27,9 | 26,4 | 25,3 | 25,2 | 24,8  | 24,6 | 24,4 | 23,5 | 25,2 |
| Átlaghőmérséklet (°C)                   | 13,8 | 14,8 | 17,0 | 18,7 | 19,8 | 19,4 | 18,4 | 18,3 | 18,1  | 17,1 | 15,8 | 14,4 | 17,1 |
| Átlagos min. hőmérséklet (°C)           | 4,6  | 5,9  | 8,1  | 10,2 | 11,7 | 12,4 | 11,4 | 11,4 | 11,3  | 9,6  | 7,3  | 5,3  | 9,1  |
| Rekord min. hőmérséklet (°C)            | −5,5 | −1,0 | −2,0 | 1,0  | 5,0  | 6,0  | 4,0  | 4,5  | 0,0   | 2,0  | −4,5 | −6,0 | −6,0 |
| Átl. csapadékmennyiség (mm)             | 9    | 8    | 12   | 23   | 88   | 197  | 165  | 156  | 192   | 74   | 12   | 5    | 940  |
| Forrás: Servicio Meteorológico Nacional |      |      |      |      |      |      |      |      |       |      |      |      |      |

## Történet

### A spanyolok előtt
A mai Puebla helyén először felépült település neve eleinte Cuetlaxcoapan volt, ez a név a navatl nyelvből ered, melyben a cuetlax vedlést jelent, a coa kígyót, a pan pedig helynévképző, így a teljes név jelentése: Hely, ahol a kígyók vedlenek. A 15. században a környékbeli települések lakói gyakran vívtak egymással rituális háborúkat (xochiyáoyotlokat vagy virágháborúkat) abból a célból, hogy a foglyul ejtett ellenségeiket feláldozzák saját isteneiknek.

### A spanyol hódítás
A várost 1531. április 16-án alapította meg egy Toribio Paredes nevű szerzetes a San Francisco folyó keleti partján, de hivatalosan szeptember 29-én ismerték el az alapítást. 1532. március 20-án Portugáliai Izabella spanyol királyné a Ciudad de los Ángeles („Az Angyalok Városa”) nevet adományozta a településnek.

### 19. század
1862. május 5-én itt vívták a pueblai csatát, amelynek során az Ignacio Zaragoza vezette mexikói hadak visszaverték a francia beavatkozó erőket, megvédve ezzel Mexikóvárost is az idegen megszállástól. A csata emléknapját, a Cinco de Mayót a világ több országában is megünneplik.

## Népesség
Ahogy egész Mexikóban, Puebla szűken vett városában is és az agglomerációban is folyamatosan növekszik a népesség. Ezeket a változásokat szemlélteti az alábbi táblázat (1990-ben még az agglomeráció nem mindegyik községe létezett):
| Év   | Lakosság (Puebla város) | Lakosság (Pueblai agglomeráció) |
| ---- | ----------------------- | ------------------------------- |
| 1990 | 1 007 170               | n. a.                           |
| 1995 | 1 157 625               | 2 016 775                       |
| 2000 | 1 271 673               | 2 220 533                       |
| 2005 | 1 399 519               | 2 470 206                       |
| 2010 | 1 434 062               | 2 668 437                       |

## Gazdaság

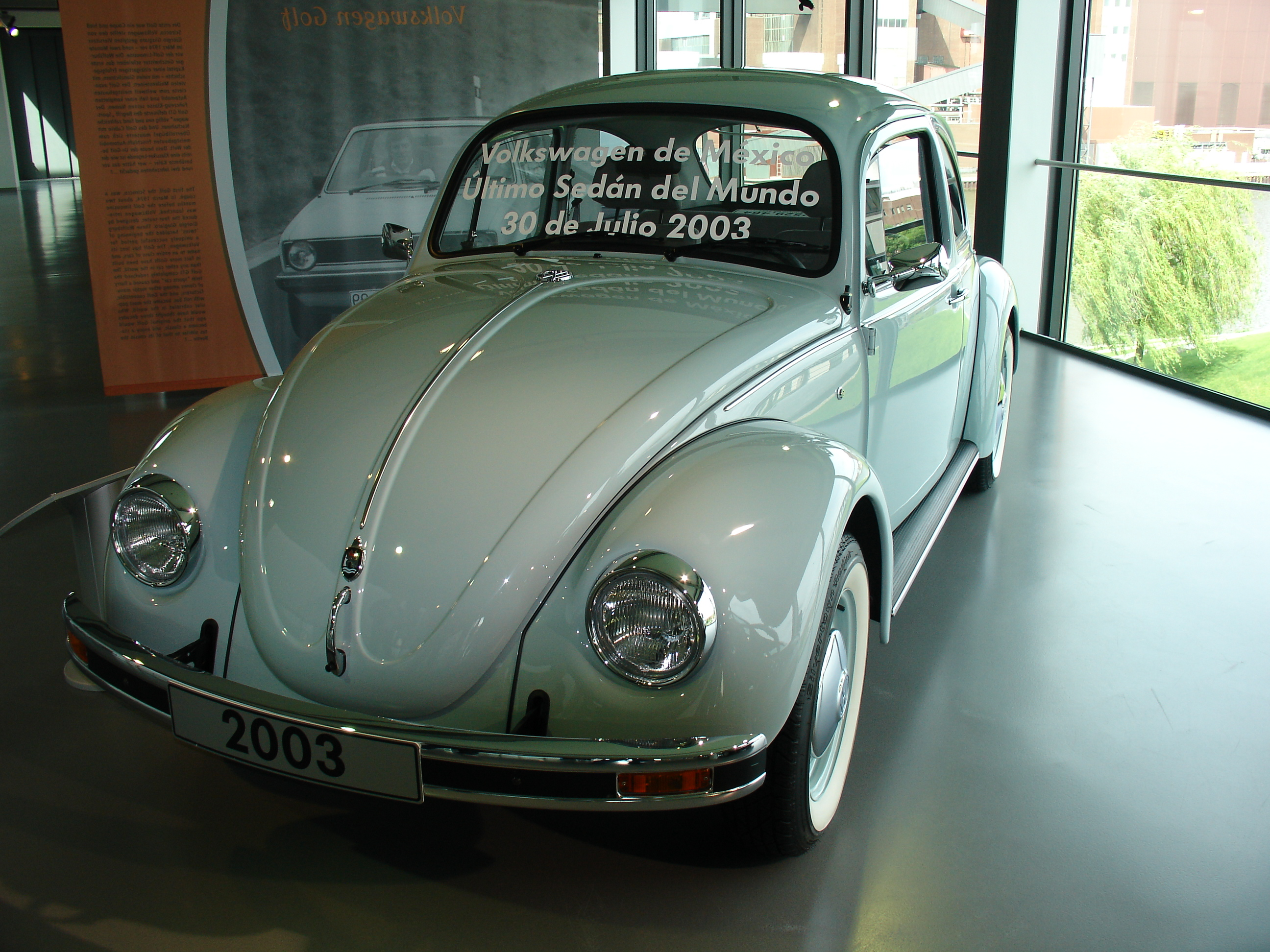
A Földön gyártott (Pueblában készült) egyik utolsó Volkswagen Bogár a németországi Wolfsburg múzeumában

1835-ben itt alapították meg az ország első olyan textilgyárát, a La Constancia Mexicanát, amelynek gépeit vízenergiával hajtották. Működése 2001-ben szűnt meg.
Pueblában működik 1967 óta a Volkswagen gyára, ahol 2003 július 30-ig gyártották a híres Volkswagen Bogár modellt is. Itt készült a világ utolsó ilyen autója. Hogy pontosan melyik az utolsó példány, és hol található, arról ellentmondóak az információk: van olyan forrás, amely szerint Wolfsburgban állították ki, de van olyan is, amely szerint a Vatikánban látható, mivel 2004-ben a pápának adományozták.

## Turizmus, látnivalók
Puebla belvárosa számos régi műemléket őriz, 1987 óta a Világörökség része.
A történelmi belvárosban található Biblioteca Palafoxiana az amerikai kontinens történetének első nyilvános könyvtára. Az 1646-ban alapított intézményben jelenleg több mint 41 000 kötetet, számos kéziratot és 9 ősnyomtatványt őriznek. 2005-ben az UNESCO a könyvtárat felvette A világ emlékezete program helyszínei közé. Különleges látványosság az úgynevezett Puente de Bubas híd, amely a San Francisco-folyó betemetésekor a föld alá került, majd később feltárták, így most a híd egy alagútban található. A Szent Domonkos-templom és a hozzá tartozó Rózsafüzér királynője kápolna a barokk építészet kiemelkedő alkotásai.
A városban található a világ legkisebb vulkánjának nevezett gejzírkúp is, a Cuexcomate, amelynek belsejébe ma egy csigalépcsőn le is lehet ereszkedni.

## Sport
Pueblát két jelentős focicsapat is otthonának mondhatja: az első osztályban szereplő Puebla FC és a Benemérita Universidad Autónoma de Puebla egyetem csapata, a másodosztályú Lobos de la BUAP.